# Бад-Либенверда
Бад-Либенверда (нем. Bad Liebenwerda) — город в Германии, курорт, расположен в земле Бранденбург.
Входит в состав района Эльба-Эльстер.  Занимает площадь 138,41 км². Официальный код — 12 0 62 024.
Город подразделяется на 15 городских районов.

## Население
| Год  | Население |
| ---- | --------- |
| 1990 | 11 937    |
| 1995 | 11 649    |
| 2000 | 11 326    |
| 2005 | 10 720    |
| 2010 | 9 973     |
| 2015 | 9 305     |
| 2020 | 9 224     |

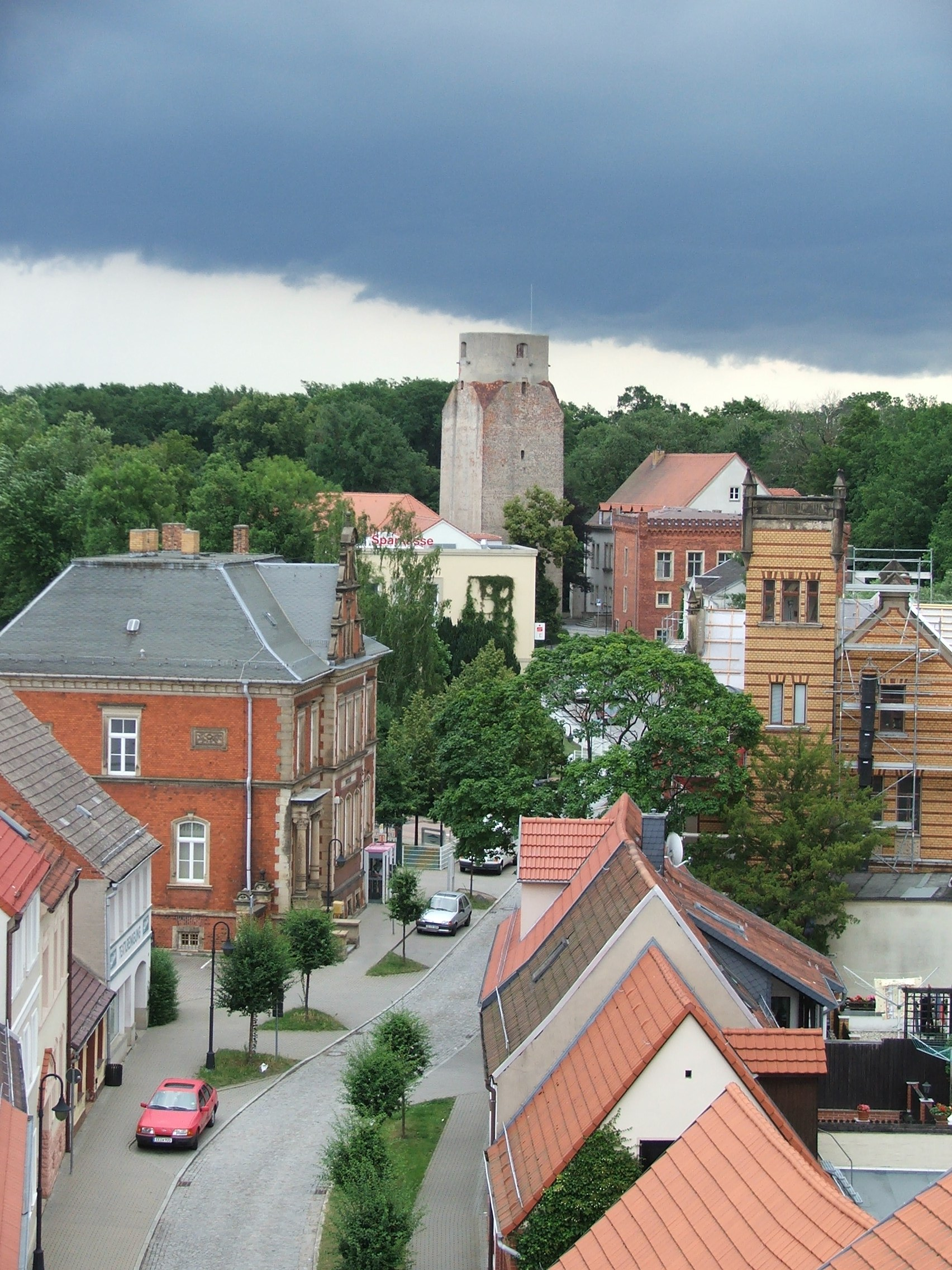
Вид на центр города
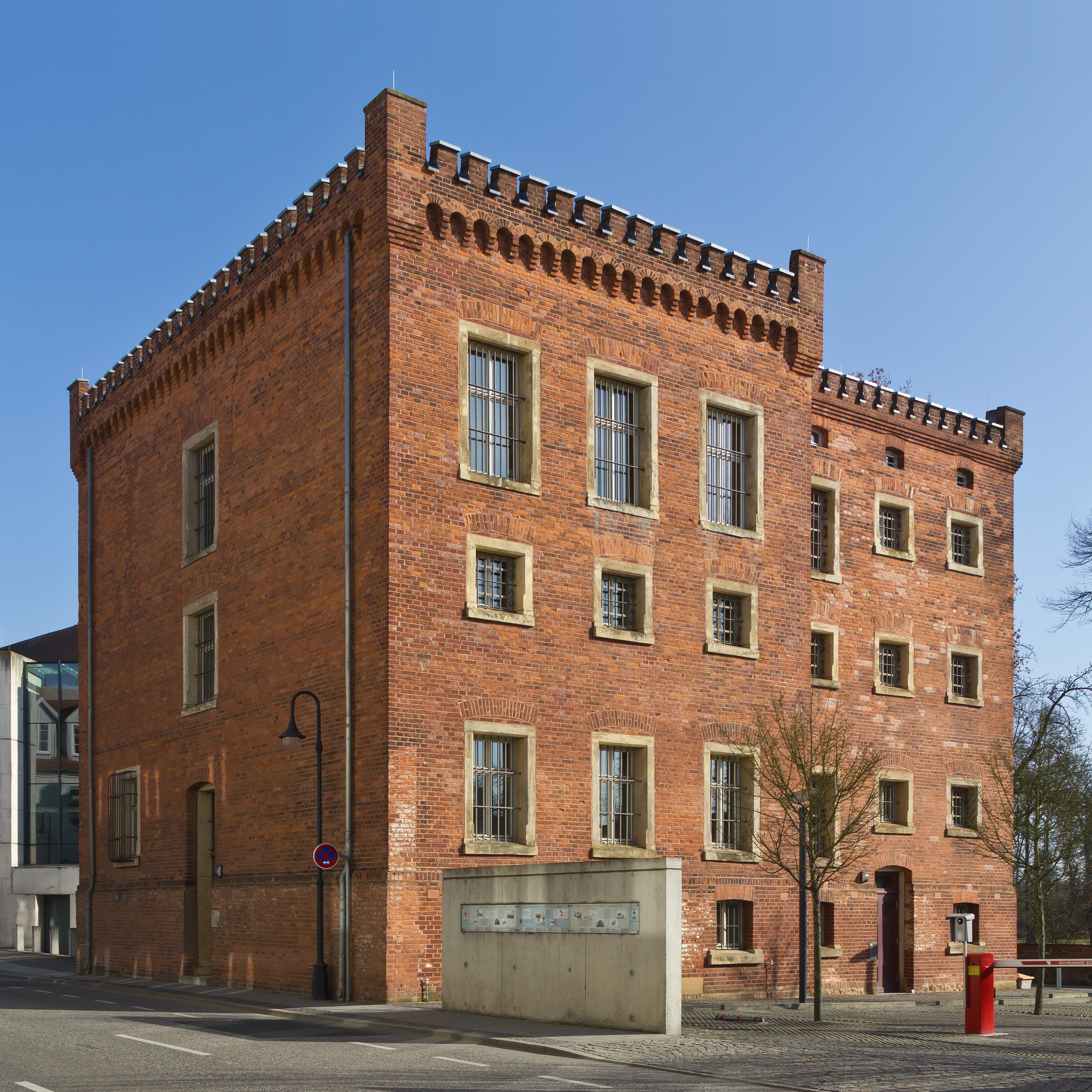
Бывшая тюрьма
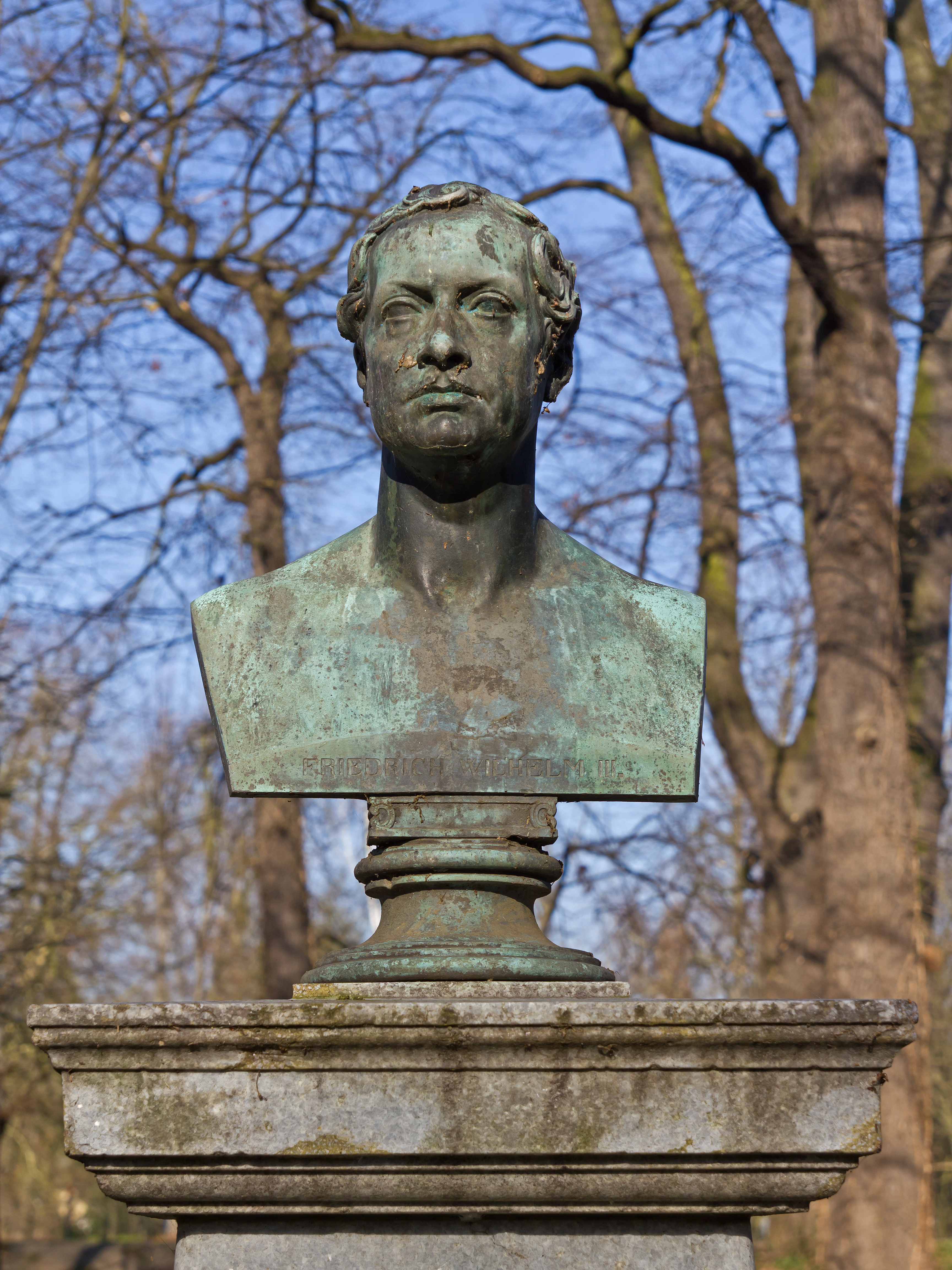
Бюст Фридриха Вильгельма III
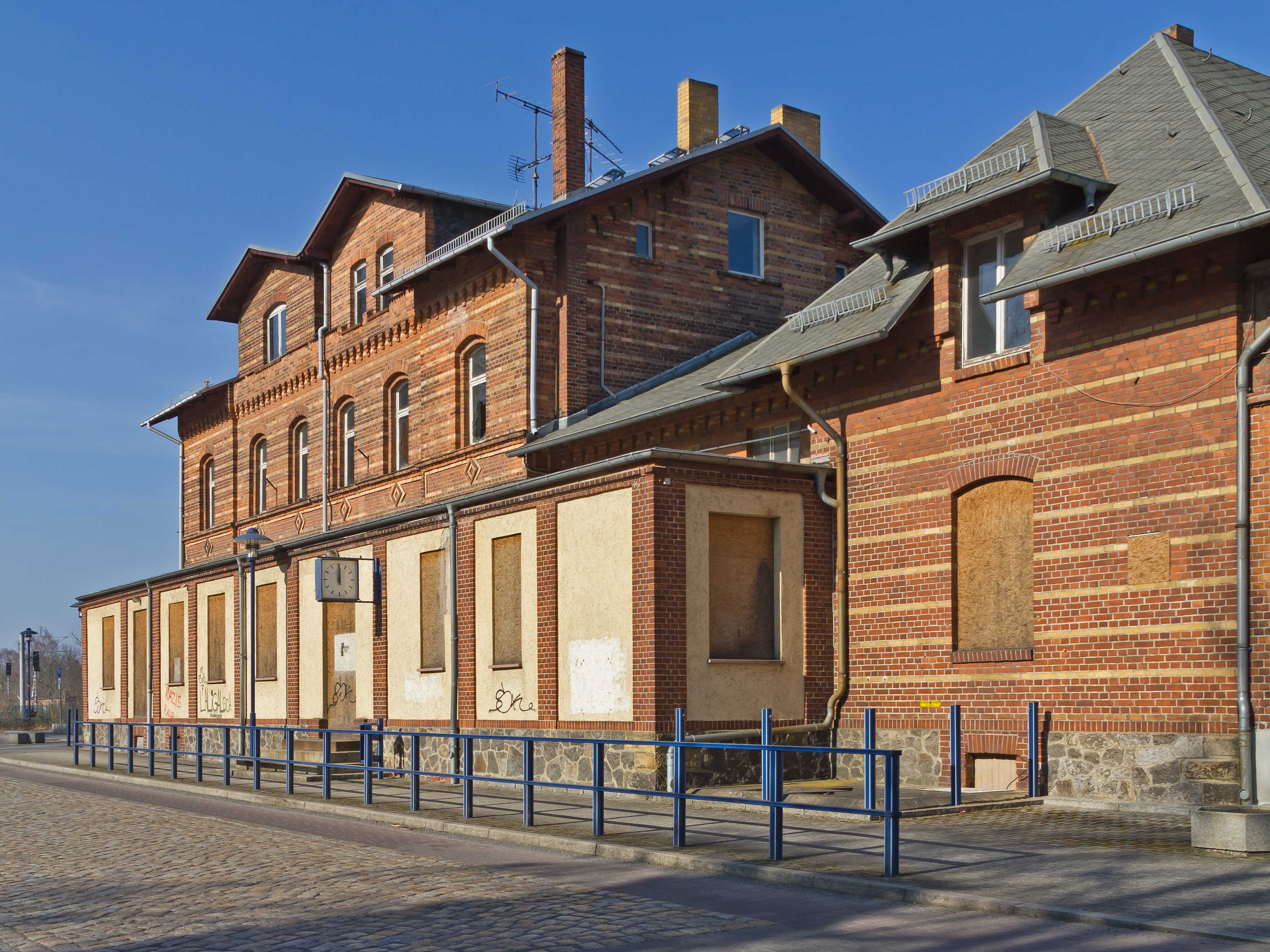
Железнодорожная станция